# Tamara Gjoka
Tamara Gjoka Eftimi (ur. 13 sierpnia 1946, zm. w styczniu 2015 w Tiranie) – albańska architekt, rektor Politechniki Tirańskiej w latach 1997-2003.

## Życiorys
W 1969 ukończyła studia z zakresu architektury i urbanistyki na Wydziale Inżynieryjnym Uniwersytetu Tirańskiego. Pracowała początkowo jako wykładowca architektury i planowania przestrzennego na Uniwersytecie Tirańskim, skąd przeniosła się na Politechnikę Tirańską. W 1983 ukończyła studia podyplomowe w Paryżu z zakresu projektowania budynków o specyficznej akustyce (sal koncertowych). 25 stycznia 1989 obroniła pracę doktorską, a 18 lutego 1999 uzyskała tytuł profesora. W latach 1997-2003 pełniła funkcję rektora Politechniki Tirańskiej. W tym czasie zasiadała w Komisji Polityki Naukowej i Rozwoju Technologicznego działającej przy Radzie Ministrów Albanii. Zmarła w roku 2015.
Była projektantką budynku sądu i prokuratury w Elbasanie, budynków Teatru Opery i Baletu w Tiranie, a także pomnika Adema Jashariego.
W 2002 została wyróżniona Orderem Palm Akademickich.